# 阿散蒂传统建筑
阿散蒂传统建筑是位于加纳库马西东北部的一处世界遗产，为阿散蒂帝国建造的13座传统建筑，由泥土、木材和稻草组成。18世纪是阿散蒂王朝的黄金时期，1806至1901年被英国占领，许多建筑物遭到毁灭，其中的皇家陵墓就是被英国陆军中将罗伯特·贝登堡于1895年带头破坏的。

## 登录基准
该世界遗产被认为满足世界遺產登錄基準中的以下基準而予以登錄：
- （v）代表某一个或数个文化的人类传统聚落或土地使用，提供出色的典范－特别是因为难以抗拒的历史潮流而处于消灭危机的场合。